# Johny Voners
Johny Voners, artiestennaam van Johny Hoebrechts (Tienen, 26 augustus 1945 – Waregem, 17 maart 2020), was een Vlaamse acteur. Hij was vooral bekend als sergeant Xavier Waterslaeghers in de sitcom F.C. De Kampioenen (1990–2011), een rol die Voners bijna 30 jaar heeft gespeeld inclusief in vier speelfilms. 

## Biografie

### Carrière als acteur
Johny Voners trad in 1960 reeds op als 15-jarige knaap in de variété. Hij werkte in 1965 mee aan de Nederlandse les op de toenmalige RTBF in feuilletonvorm (hij had zijn lagere school in het Frans gedaan) en behaalde de eerste prijs conservatorium met leraar Nand Buyl. Zijn eerste televisierol was die van detective Dirk Talboom in Axel Nort (1966–1967), meteen een hoofdrol. Talboom is een student criminologie en is rechterhand van privédetective Axel Nort (Nand Buyl).
Verder was Voners bekend als kunstschilder Karel Peers in de televisiereeks Het Pleintje (1986–1987) en als onderafdelingschef van de overheidsdienst Financiën Thierry De Vucht in de iconische reeks De Collega's (1978–1981), een rol die Voners hernam in De Collega's 2.0 (2018). Dit is een speelfilm over de reeks aangevuld met nieuwe personages. 
Zijn laatste opmerkelijke televisierollen had Voners in Amigo's, als de tot een souschef opgeklommen ex-gedetineerde Berten De Nil (die met zijn vrienden uit de gevangenis een restaurant opent), en finaal in Een Goed Jaar, als de Antwerpse maffiabaas Michel Greven. Laatstgenoemde werd zijn laatste rol ooit. Naast die van Xavier in de vier Kampioenen-films was Voners' grootste rol op het witte doek die van dansleraar Carlos in de komedie Max uit 1994. 

#### F.C. De Kampioenen
Vanaf de start van de sitcom in 1990 tot en met het einde ervan in 2011 speelde Voners de rol van Xavier Waterslaeghers, de keeper van de gelijknamige voetbalploeg in de sitcom F.C. De Kampioenen die onder de sloef ligt bij zijn vrouw. Voners vormde meer dan twintig jaar een televisiekoppel met Loes Van den Heuvel, die Xaviers echtgenote Carmen Waterslaeghers-Vandormael vertolkte. 
In de tweede helft van zijn acteercarrière werd Voners veelal in verband gebracht met zijn rol als Xavier Waterslaeghers, en hij zou er ook na zijn overlijden voor herinnerd worden. Ter nagedachtenis van de op 17 maart 2020 overleden Voners, die bijna 30 jaar de rol van Xavier speelde, heeft F.C. De Kampioenen een kerstspecial gemaakt. Deze werd uitgezonden op 25 december 2020. In de serie sneuvelt het personage in juni 2020 op humanitaire missie in Ethiopië.

### Carrière als zanger
Naast acteren bouwde Voners sinds 2000 een zangcarrière uit. Zo toerde hij enkele jaren rond met Aznavoners, waarin hij liedjes van Charles Aznavour ten gehore bracht. Ook met andere Franse chansons, zoals o.a. van Joe Dassin en Michel Sardou, trad hij op. Hij maakte eveneens deel uit van de Antwerpse coverband De Grungblavers, waarbij een tiental BA's (Bekende Antwerpenaren) bekende en gekende liedjes coveren in het Antwerps. In 2014 heeft Voners alle zangactiviteiten stopgezet.

## Persoonlijk leven
Voners was driemaal getrouwd. Uit zijn eerste huwelijk had hij een dochter, de redacteur en kinderboekenauteur Els Hoebrechts (1971). Daarna was hij van 1973 tot 2006 getrouwd met theater- en filmactrice Janine Bischops. Dit huwelijk bleef kinderloos. In de zomer van 2006 gingen Bischops en Voners uit elkaar, in een zaak die veel aandacht kreeg in de populaire kranten en tijdschriften. Op 15 december 2012 trouwde Voners met zijn nieuwe partner.

## Overlijden
Voners overleed op 17 maart 2020 op 74-jarige leeftijd aan de gevolgen van huidkanker.

## Televisie en film
- 1966 - Axel Nort - Dirk Talboom (16 afleveringen)
- 1969 - Wij, Heren van Zichem - Kippe
- 1969 - Magesien
- 1970 - Beschuldigde, sta op - als Fredje
- 1970 - Bloemetjes plukken
- 1970 - Een geschiedenis uit Irkoetsk - Victor
- 1971 - Een vriendje voor Felicity - Jeremy
- 1971 - Dansen op kristal - Fantisek
- 1972 - Ontbijt voor twee - Benny
- 1973 - Boerin in Frankrijk - Expert
- 1974 - De neus van Cleopatra - Dokter
- 1977 - De wonderbaarlijke avonturen van professor Vreemdeling - Kweker Koopman Jr.
- 1977 - Een kamer in de stad - Tony
- 1977 - Rubens, schilder en diplomaat - Snyders
- 1978 - Exit 7 - Kaper
- 1978 - Dirk van Haveskerke
- 1978 - De kerselaar - Herman
- 1978 - Made in Vlaanderen: de kerselaar
- 1978, 1980-1981 - De Collega's - Thierry De Vucht (14 afleveringen)
- 1979 - Pech
- 1979 - Een vrouw tussen hond en wolf - Nonkel Nand
- 1980 - Jaarmarktfeest in Brollezele
- 1982 - Cello en contrabas
- 1983 - De zwarte ruiter - Sjarellowie
- 1984 - Het leven een bries
- 1986 - Het Pleintje - Karel Peers (27 afleveringen)
- 1989 - Oei! (7 afleveringen)
- 1989-1990 - Benidorm - Gaston (26 afleveringen)
- 1990-2011 -  F.C. De Kampioenen - Xavier Waterslaeghers (273 afleveringen)
- 1992 - De Drie Wijzen - als kandidaat
- 1993 - Dag Sinterklaas - Gastrol
- 1994 - Max - Carlos
- 1997 - Kulderzipken - Frans Vanderschijnsel
- 2001 - Flikken - Fernand
- 2001 - Oei!
- 2004 - Eurosong 2004 - als zichzelf
- 2008 - Halleluja! - Vader
- 2010 - De Pretshow - Xavier Waterslaeghers (Gast in aflevering 32: Romeins Leger)
- 2011 - Mega Mindy en de Snoepbaron - Snoepbaron Louis
- 2013 - Kampioen zijn blijft plezant - Xavier Waterslaeghers
- 2015 - F.C. De Kampioenen 2: Jubilee General - Xavier Waterslaeghers
- 2015 - Amigo's - Berten De Nil (10 afleveringen)
- 2017 - F.C. De Kampioenen 3: Forever - Xavier Waterslaeghers
- 2017, 2020 - #hetisingewikkeld - Henry
- 2018 - De Collega's 2.0 - Thierry De Vucht
- 2019 - De laatste dagen (korte film) - André Renard
- 2019 - F.C. De Kampioenen 4: Viva Boma - als Xavier Waterslaeghers
- 2020 - Ge hadt erbij moeten zijn - Restaurantbaas 'El Nacho Loco'
- 2020 - Een goed jaar - Michel (5 afleveringen)